# Veinte mil leguas de viaje submarino (película de 1907)
Veinte mil leguas de viaje submarino (Deux Cents Milles sous les mers ou le Cauchemar du pêcheur)  es un cortometraje mudo de la productora francesa Star Film del año 1907, dirigido por Georges Méliès. La película es una parodia de la novela de 1870 de Julio Verne.

## Trama
Yves es un pescador que llega a casa después de un agotador día de pesca y pronto se duerme. En su sueño, es visitado por el Hada del Océano, quien lo lleva a un submarino. Yves es nombrado teniente al mando y se embarca en un viaje submarino.
Sigue un panorama de vistas submarinas, que incluye naufragios, grutas submarinas, enormes mariscos, ninfas marinas, monstruos marinos, estrellas de mar, sirenas y un ballet de náyades. El ballet es interrumpido por Yves, cuya inexperiencia con los submarinos lo lleva a encallar su nave en una roca. 
Yves deja el submarino naufragado y persigue a las náyades que parten, pero es atacado por enormes peces y cangrejos. Se escapa y viaja más allá de otras maravillas submarinas. Finalmente en venganza por todos los peces que Yves ha atrapado en su carrera, las diosas del mar atrapan al pescador en una red y lo dejan caer en una gigantesca esponja hueca, de la que lucha por escapar.
Yves se despierta y se da cuenta de que se cayó de la cama a la bañera y está enredado en su propia red de pesca. Sus vecinos y amigos lo liberan y él los invita a todos a tomar algo en el café más cercano.

## Producción y lanzamiento
El actor Manuel, que había aparecido en el drama de Méliès de 1906 A Desperate Crime y que luego dirigiría algunas películas para el estudio de Méliès en 1908, interpreta a Yves el pescador; el coro de náyades es interpretado por bailarinas del Théâtre du Châtelet. El ballet de la película fue coreografiado por Madame Stitchel, la directora del cuerpo de baile del Châtelet; Stitchel también coregrafió bailes para otras películas de Méliès, incluida El deshollinador. El diseño de Méliès incluye animales marinos recortados de cartón inspirados en las ilustraciones de Alphonse de Neuville para la novela de Verne.
Fue estrenada por la Star Film Company de Méliès y aparece numerada del 912 al 924 en sus catálogos,donde se publicitó como una grande féerie fantaisiste en 30 tableaux. Como al menos el 4% de la producción de Méliès, algunas de las copias fueron coloreadas a mano fotograma a fotograma por trabajadoras de su fábrica y vendidas a un precio más alto.
La película sobrevive incompleta; se cree que algunas escenas se han perdido.